# ネオプレックス
株式会社ネオプレックスは、かつて存在した日本の音楽ソフト企業である。音楽ソフト事業のほか、アーティストのマネジメントも行っていた。

## 概要
『マシュマロ通信』の日本版向けの関連CD制作も手がけている。また、近年ではTXN6局を中心に全国ネットで放送されていた『Deep Love』の製作著作を手がけ、2004年より映像コンテンツ事業に進出した。更に、DVDの映像流通、製作、販売に力を入れる。代表作に寺島しのぶが主演で国内映画賞を40冠以上獲得した『赤目四十八瀧心中未遂』、ラーメンズの片桐仁とエレキコミックによる『エレ片』、ダンス番組の金字塔となった『少年チャンプル』をシリーズでヒットさせる。
その後、本格的に劇場映画製作にも乗り出し、2005年末より『東京国際映画祭』コンペティションにも選ばれ『東京国立博物館』の敷地内に一角座と命名した映画館の建立、『花村萬月』を映像化、主演・新井浩文、広田レオナなど出演した『ゲルマニウムの夜』を製作・上映させ話題となる。更に劇場作品は拡大し、2006年より実在の物語をもとにした女学生が相撲部を救う『ちゃんこ』の全国上映をしていた。その他、マーチャンダイジングの分野も広げ、光る宝石として海外セレブで有名な『ファイヤージュエル』の販売も行っていた。
2005年末より本格的にデジタル配信事業にも乗り出し、Appleが運営する世界21カ国の『iTunes Store』への楽曲供給の他、世界50カ国以上の海外配信事業へも参入。また、国内PC系、携帯配信へも供給し大幅な事業展開を進めている。
2006年5月、民事再生法の適用を申請し倒産。ホームページも閉鎖した。

## 主要な在籍アーティスト

### 同社より発売
- Her Space Holiday（ハー・スペース・ホリデー）
- ミトカツユキ
- SISTER KAYA（シスターカヤ）
- HARVARD（ハーバード）
- GELUGUGU（ゲルググ）
- 櫛引彩香
- 黄金井脩
- 優木まおみ
- 小野正利（ニトロプラスより移籍）
- 柳ジョージ
- 松岡英明（La peache!より移籍）
- ELEKTEL
- ボーイズ・II・メン（現在はアーティストハウスホールディングス【エイベックスの傘下にある音楽関連事業会社】に所属）
- Clingon

ほか

### 他社より発売（元々はインディーズレーベルより発売）
- ジャパハリネット（トイズファクトリー）
- angela（スターチャイルド）

ほか